# Livonia (Míchigan)
Livonia es una ciudad ubicada en el condado de Wayne, Míchigan, Estados Unidos. Tiene una población estimada, en 2021, de 94 422 habitantes.
Es parte del área metropolitana de Detroit. 

## Geografía
La ciudad está ubicada en las coordenadas 42°23′50″N 83°22′20″O / 42.39722, -83.37222. Según la Oficina del Censo de los Estados Unidos, tiene una superficie total de 92.86 km², de la cual 92.45 km² corresponden a tierra firme y 0.41 km² están cubiertos por agua.

## Demografía
Según el censo de 2020, en ese momento la ciudad tenía una población de 95 535 habitantes. La densidad de población era de 1033.37 hab./km². El 85.08% de los habitantes eran blancos, el 4.76% eran afroamericanos, el 0.25% eran amerindios, el 3.17% eran asiáticos, el 0.01% eran isleños del Pacífico, el 0.89% eran de otras razas y el 5.83% eran de una mezcla de razas. Del total de la población, el 3.65% eran hispanos o latinos de cualquier raza.